# Кротов, Михаил Валентинович
Михаи́л Валенти́нович Кро́тов (род. 14 марта 1963, Ленинград, РСФСР, СССР) — российский юрист, государственный деятель. Заслуженный юрист Российской Федерации (2010). Cудья Верховного суда России (с 2020 г.).

## Биография
- 1985 — окончил юридический факультет Ленинградского государственного университета им. А. А. Жданова (вместе с Дмитрием Козаком) и поступил в аспирантуру на кафедре гражданского права.
- 1989 — защитил кандидатскую диссертацию на тему «Обязательство по оказанию услуг в советском гражданском праве».
- с 1993 — доцент кафедры гражданского права Санкт-Петербургского государственного университета (среди преподавателей кафедры были Дмитрий Медведев, Антон Иванов, Илья Елисеев и др.).
- 1995—1996 — заместитель председателя, затем председатель совета директоров Балтийского морского пароходства.
- 2000 — заведующий кафедрой правовой охраны окружающей среды Санкт-Петербургского государственного университета, проректор университета по правовым и экономическим вопросам. Член Учёного Совета СПбГУ и юридического факультета СПбГУ.
- 2005 — с февраля первый заместитель генерального директора ОАО «Газпром-медиа».
- С 7 ноября 2005 по 31 января 2020 — полномочный представитель президента РФ в Конституционном суде.
- 2006 — указом Президента РФ присвоен классный чин государственной гражданской службы Действительного государственного советника Российской Федерации 1 класса.
- 2020 — назначен Советом Федерации на должность судьи Верховного суда. Состоит в судебном составе по гражданским делам Судебной коллегии по гражданским делам.

Один из разработчиков закона «Об университетах». Автор более 30 научных работ по гражданскому праву, теории обязательств, морскому праву, комментариев к Гражданскому кодексу России и к Трудовому кодексу России. Почётный работник высшего профессионального образования. Член центрального совета Ассоциации юристов России.

По словам генерального директора ОАО «Газпром-медиа» Николая Сенкевича, 

Михаил Валентинович — в высшей степени профессиональный и коммуникабельный человек. Всё то время, что он у нас работал, я был спокоен за вопросы юриспруденции во вверенной мне компании. Он в высшей степени порядочный человек, обладающий не только высокими профессиональными навыками, но и большим чувством юмора, что очень важно в работе. 

## Награды
- 1999 — приказом Министра юстиции награждён памятной медалью им. А. Ф. Кони.
- 2001 — лауреат премии Президента Российской Федерации в области образования за 2001 (Указ Президента РФ от 03.10.2002 № 1114)
- 2007 — лауреат премии Правительства Российской Федерации в области образования за 2007 (Постановление Правительства РФ от 02.08.2007 № 497)
- 2008 — награждён орденом «Почета» (Указ Президента РФ от 06.03.2008 № 322)
- 2010 — указом Президента РФ присвоено почетное звание «Заслуженный юрист Российской Федерации» (Указ Президента РФ от 25.10.2010 № 1284)
- 2012 — награждён орденом Дружбы (Указ Президента РФ от 04.04.2012. № 384)
- 2018 — награждён орденом Александра Невского (Указ Президента РФ от 26.03.2018 № 117)

## Публикации
- Обязательство по оказанию услуг в советском гражданском праве. Учебное пособие. Л., 1990.
- Гражданское право. Учебник. Часть 2, главы 36, 41, 42, 43, 44. М., 1997.
- Гражданское право. Учебник. Часть 3, глава 60, & 1,2,4,5. М., 1998.
- Предварительный договор в российском гражданском праве // Очерки по торговому праву. Сборник научных трудов. Вып. 7. Ярославль, 2000 (в соавторстве с И. В. Елисеевым).